# Лемьер, Антуан Марен
Антуа́н Маре́н Лемье́р (или Лемьерр, в старых источниках Ле-Миерр; 12 января 1723 — 4 июля 1793) — французский поэт и драматург, автор трагедий на античные сюжеты, член французской академии.
Огромным успехом пользовалась его пьеса «Вильгельм Телль», по которой Андре Гретри создал одноимённую оперу. Не путать с оперой того же названия, написанной Россини в 1829 году по драме Шиллера.

## Творчество
Трагедии
- «Гипермнестра» (Hypermnestre, 1758)
- «Терей» (1761)
- «Идоменей» (Idoménée, 1764)
- «Артаксеркс» (1766)
- «Вильгельм Телль» (Guillaume Tell, 1766)
- «Вдова из Малабара» (La Veuve du Malabar, 1770)
- «Barnevelt» (1790)

Поэмы
- «Живопись» (La Peinture, 1769)
- «Pièces fugitives» (1782)

Собрания сочинений
- «Théâtre» (Париж, 1795)
- «Oeuvres» (1810)
- «Oeuvres choisies» (1811).